# Blahovishchenske (huyện)
Huyện Blahovishchenske (tiếng Ukraina: Благовіщенський район, chuyển tự: Blahovíshchens'kyi rayon) là một huyện của tỉnh Kirovohrad thuộc Ukraina. Huyện Ulianovka có diện tích 701 km², dân số theo điều tra dân số ngày 5 tháng 12 năm 2001 là 28819 người với mật độ 41 người/km2. Trung tâm huyện nằm ở Blahovishchenske.